# Achat de commissions dans l'armée britannique
L'achat de commissions d'officiers dans l'armée britannique est la pratique consistant à verser de l'argent à l'armée pour être fait officier d'un régiment de cavalerie ou d'infanterie de l'armée anglaise et plus tard de la British Army. Ce paiement permet d'obtenir une commission d'officier, évitant ainsi d'avoir à attendre une promotion au mérite ou à l'ancienneté. Cette pratique est le moyen habituel d'obtenir une commission dans l'armée du XVIIe siècle à la fin du XIXe siècle. 
Cette pratique débute en 1683, sous le règne du roi Charles II, et se poursuit jusqu'à son abolition le 1er novembre 1871, dans le cadre des réformes Cardwell. Officiellement, le prix d'achat d'une commission est une garantie en espèces de bonne conduite, susceptible d'être confisquée par les caissiers (comptables) de l'armée si l'officier est reconnu coupable de lâcheté, de désertion ou de faute grave.

## Crédits
- (en) Cet article est partiellement ou en totalité issu de l’article de Wikipédia en anglais intitulé « Purchase of commissions in the British Army » (voir la liste des auteurs).